# Clauses du contrat de travail en France
Pour un article plus général, voir contrat de travail en France.
Les contrats de travail comme les autres contrats sont composés de différentes clauses. Ces assertions définissent des droits ou des obligations, dont certaines sont spécifiques à l'emploi occupé. Ces clauses sont variées et doivent respecter certaines conditions, de fond et de forme, pour être valables et applicables.
En droit français, on distingue habituellement deux types de clauses dans les contrats de travail.
D'une manière générale, les clauses particulières restreignant les droits ou libertés des salariés doivent être « justifiées par la nature de la tâche à accomplir et proportionnées au but recherché » (ArticleL. 1121-1 du Code du travail).
Par ailleurs, les clauses spécifiques apparaissent dans la plupart des contrats de travail. Elles sont généralement imposées et régies par la loi, à la différence des premières, dont le régime relève plus fréquemment de la création jurisprudentielle.
Certaines clauses enfin sont purement et simplement interdites.

## Conditions générales de validité d'une clause
Ces conditions s'appliquent à toutes les clauses.
Pour être valable, une clause doit en principe avoir été signée et acceptée par le salarié. Elle doit donc avoir été contractualisée, c'est-à-dire figurer dans le contrat de travail.

### Justification et proportionnalité de la clause
Les clauses doivent par ailleurs respecter l'article L. 1121-1 du Code du travail qui protège les libertés individuelles et collectives dans le travail. Elles doivent être justifiées (notamment, par l'intérêt de l'entreprise) et proportionnées. Il a ainsi été jugé par la chambre sociale de la Cour de cassation française qu'imposer une clause de non-concurrence à un laveur de vitres semble excessif, eu égard à la nature de son emploi.

À partir de cette condition générale, la jurisprudence a dégagé d'autres conditions qui varient selon le type de clause considéré (exemple : 
, clause de mobilité...).

### Respect de l'ordre public
Les clauses insérées dans le contrat de travail ne doivent pas être contraires aux lois ou aux conventions collectives. Ainsi, par exemple, sont interdites et sans effet, les clauses portant atteinte à la vie privée, comme une clause de célibat,. Il en est de même pour des clauses discriminatoires ou prévoyant un salaire inférieur au SMIC.
De telles clauses sont alors non seulement nulles en vertu notamment de L1132-1 du Code du travail mais aussi sanctionnées pénalement par les articles 225-1 et 225-2 du Code pénal français en cas de discrimination, et R3233-1 en cas de non-paiement du SMIC.
La difficulté de la mise en œuvre d'une clause réside généralement dans le fait qu'elle ne doit pas entraîner une modification du contrat de travail. Cette notion a été précisée progressivement par la jurisprudence, au cas par cas, selon l'élément du contrat de travail concerné par la clause.
Si l'on considère le but des clauses particulières, il existe deux types de clauses dans un contrat de travail. Celles ayant pour objectif principal de protéger certains intérêts particuliers de l'entreprise (comme les secrets de fabrication, ou sa clientèle). Celles ayant pour objectif principal d'assurer une certaine flexibilité dans la relation de travail (dans les horaires ou les déplacements par exemple).

## Clauses particulières
On peut subdiviser ces clauses en deux grands types essentiels en fonction de l'objectif qu'elles poursuivent : elles peuvent viser
- soit à protéger les intérêts de l'entreprise ;
- soit à assurer à cette dernière une certaine flexibilité dans la relation de travail.

### Clauses protégeant les intérêts de l'entreprise

#### Clause de non-concurrence
En raison de la nature des fonctions exercée par M………… en cas de rupture du présent contrat à quelque époque et pour quelque cause que ce soit, M………… s’interdit de s’intéresser à quelque titre que ce soit, directement ou indirectement à toute entreprise ayant une activité susceptible de concurrencer en tout ou partie celle de la société………… [et celles des sociétés du groupe………… au sein desquelles M………… aura été amené à intervenir].
Cette interdiction de concurrence est limitée à une période de………… ans à compter de la cessation effective d’activité et couvre…………
En contrepartie de cette obligation de non-concurrence, M………… percevra pendant toute la durée d’application de cette interdiction une indemnité mensuelle égale à………… % du salaire moyen brut des………… derniers mois d’activité.
- La société pourra délivrer M………… de la présente clause de non-concurrence ou en réduire la durée sous condition de l’en informer par lettre recommandée avec accusé de réception dans les………… jours qui suivent la notification de la rupture du contrat de travail.
- Toute violation de la part de M………… à cette interdiction de concurrence le rendrait automatiquement redevable, outre le remboursement de l’indemnité de non-concurrence déjà perçue, d’une pénalité fixée dès à présent forfaitairement à………… mois de salaire moyen brut. Le paiement de cette pénalité ne porte pas atteinte aux droits de la société de poursuivre M………… en remboursement du préjudice subi et de faire ordonner sous astreinte la cessation de l’activité concurrentielle.

L'insertion d'une clause de non-concurrence dans le contrat de travail va entraîner pour le salarié l'interdiction, pendant une certaine durée, dans une certaine zone géographique et moyennant une contrepartie financière, de se mettre au service d'un autre employeur à l'issue de ce contrat. Cela permet de protéger les intérêts de l'entreprise, afin que l'ancien salarié ne s'approprie pas la clientèle qu'il aurait acquise au cours de son contrat ou ne s'installe pas à son propre compte dans le même secteur et en exerçant la même activité. La jurisprudence a précisé les modalités de la clause.
Aucune disposition légale ou conventionnelle n'interdit aux parties de convenir de dispositions d'application de la clause de non-concurrence distinctes de celles qui étaient prévues dans le contrat de travail.

#### Clause de confidentialité
Cette clause, qui ne doit pas être confondue avec la clause de non-concurrence, engage le salarié à ne pas divulguer certaines informations relatives à l'entreprise, y compris après la cessation de son contrat de travail (comme, un secret de fabrication). La clause de confidentialité s'impose à tous, « même en l'absence de stipulation expresse et même après la rupture du contrat de travail » . Bien qu'elles portent un nom différent, obligation de discrétion et obligation de confidentialité sont sensiblement équivalentes, la clause ne faisant que préciser le champ de l'obligation.

##### Obligation de confidentialité
Cette clause facultative ne fait que confirmer l'obligation de discrétion qui est sous-entendue dans tout contrat de travail et s'impose au salarié. Ainsi, ce dernier est tenu au secret professionnel pour toutes les informations confidentielles dont il pourrait avoir connaissance dans le cadre de ses fonctions, et ce, aussi bien vis-à-vis des clients que des concurrents, mais aussi des autres salariés.
Cette obligation peut avoir une portée différente selon les responsabilités des salariés. C'est le cas des cadres, qui ont naturellement plus de responsabilités et sont plus informés des stratégies de l'entreprise (politique de gestion des ressources humaines, stratégies commerciales...), ou des représentants du personnel qui doivent respecter l'obligation de discrétion concernant notamment les informations réputées confidentielles par la loi (comme des documents à caractère prévisionnel, rapports d'analyse et informations communiquées au cours de la procédure d'alerte.
L'obligation de confidentialité est toutefois moins stricte que celle du secret professionnel car elle ne concerne que les informations dont des concurrents pourraient tirer parti et qui ne donnent lieu à aucune publicité obligatoire.

##### Clause d'invention
On peut également trouver dans le contrat de travail une clause d'invention. Cette dernière implique que toute invention réalisée par le salarié dans le cadre de l'exécution de son contrat ou de la réalisation d'une mission appartient à l'employeur. L'article L. 611-7 du Code de la propriété intellectuelle apporte des précisions sur les cas dans lesquels l'invention appartient à l'entreprise et ceux dans lesquels elle reste la propriété du salarié en distinguant deux hypothèses :
- « Les inventions faites par le salarié dans l'exécution soit d'un contrat de travail comportant une mission inventive qui correspond à ses fonctions effectives, soit d'études et de recherches qui lui sont explicitement confiées », appartiennent à l'employeur ;
- « Toutes les autres inventions appartiennent au salarié ».

En cas de litige, l'article L. 611-7 du Code de la propriété intellectuelle renvoie à l'article L. 615-21 du même code. Ce dernier prévoit la mise en place d'une commission de conciliation.
Si l'invention reste la propriété de l'entreprise, elle doit toutefois faire l'objet d'un accord écrit pour qu'une prime soit versée au salarié inventeur selon les dispositions de la convention collective.

#### Clause de dédit-formation
M.…………, du fait de la nature de ses fonctions, bénéficiera de la formation spécifique suivante : ………… (à détailler).
Cette formation d’une durée de………… sera exécutée du………… au…………
Le coût de la formation suivie par M.………… s’élève à la somme de………… euros HT. Compte tenu du coût élevé de cette formation pour la société, des frais qu’elle entraîne et de sa durée qui excèdent largement les obligations mise à la charge de la société par la loi ou la convention collective, la mise en œuvre de cette formation, non inscrite dans le plan de formation 200…, n’est justifiée que par le maintien de M.………… au sein de la société de façon durable.
M.………… s’engage donc à demeurer au service de la société pendant une durée minimum de………… ans à compter de la fin de la formation susvisée.
Il est expressément convenu entre les parties que dans le cas où M.………… serait amené à quitter la société de sa propre initiative ou s’il faisait l’objet d’un licenciement pour faute grave ou lourde pendant la période ci-dessus visée, il sera tenu de rembourser à la société les frais engagés dans les conditions suivantes :
- le remboursement de la formation portera sur l’intégralité de la somme engagée par la société en cas de départ de M.…………durant la première année de son embauche.
- en cas de départ au-delà de cette première année, le remboursement de la formation sera proportionnel au nombre de mois restant à courir jusqu’à l’expiration du délai de…………, chacun de ces mois représentant 1/…e du coût de la formation.

Un exemple de clause de dédit-formation[5]

La clause de dédit-formation permet à l'employeur d'obtenir le remboursement des frais qu'il aurait engagé pour la formation d'un salarié si celui-ci venait à quitter l'entreprise. Les frais engagés doivent toutefois être supérieurs à ceux prévus par la loi. Le montant de l'indemnisation doit également être proportionné et ne pas priver le salarié de sa faculté de démissionner. Une clause de dédit-formation rendant la démission impossible serait contraire à la prohibition générale des engagements perpétuels qui était rappelée dans le code à l'article L.121-4 du Code du travail.

##### Dispositifs légaux
La clause de dédit-formation s'inscrit dans la formation professionnelle continue consacrée par l'article L.6111-1 du Code du travail.
L'article L.933-2 du Code du travail tel qu'il résultait de la loi du 31 décembre 1991, admettait la validité de la clause de dédit-formation en imposant aux partenaires sociaux d’aborder dans la négociation quinquennale de branche sur les objectifs et les priorités de la formation professionnelle, l’encadrement des clauses de dédit-formation. Celles-ci devaient par ailleurs être prévues au contrat de travail avant le début de la formation. Cet article a toutefois été profondément modifié par la loi du 4 mai 2004 (transposant l'accord national interprofessionnel du 20 septembre 2003). À la suite de la refonte du Code du travail de 2007 prévue par l'ordonnance du 12 mars 2007, les dispositions relatives à la clause de dédit-formation figurent désormais aux articles L. 6322-1 et suivants du Code du travail.
La clause de dédit formation est interdite dans le cadre d'un contrat de professionnalisation, contrat de qualification, contrat d'orientation ou contrat d'adaptation (ces trois derniers contrats, bien que ne pouvant plus être conclus, peuvent toujours être en cours d'exécution).
Devant la quasi absence de textes légaux sur le sujet, il a toutefois incombé à la jurisprudence de préciser les conditions de validité et d'application de la clause de dédit-formation. Celle-ci restreignant la liberté des salariés est en général appréciée strictement par les juges.

##### Conditions de validité
Pour être valable une clause de dédit-formation doit remplir trois conditions de validité : la formation doit correspondre à une dépense non-obligatoire, cette dépense ne doit pas être remboursée et elle doit être proportionnelle entre le coût de la clause et la durée de l'engagement.
La formation doit correspondre à une dépense non-obligatoire, c'est-à-dire que les dépenses exposées par l'entreprise pour la formation du salarié doivent avoir été supérieures aux dépenses prévues par la loi ou les conventions collectives,,. Elles ne doivent pas ôter au salarié la possibilité de démissionner,.
Cette dépense ne doit pas être remboursée, c'est-à-dire que la formation ne doit pas avoir été remboursée par l'État ou un organisme paritaire (car il n'y a dans ce cas pas de surcoût pour l'entreprise, sinon il y aurait enrichissement sans cause au bénéfice de l'employeur.
Pour finir, la durée de l'engagement du salarié doit être proportionnée à la formation suivie et notamment à son coût ou à sa durée.

##### Conditions d'application et de mise en œuvre
La clause de dédit-formation s'applique uniquement si la rupture est à l'initiative ou imputable au salarié. Celle-ci doit de plus être raisonnable.
La clause ne joue uniquement que si c'est le salarié qui prend l'initiative de rompre le contrat de travail (démission) ou si la rupture lui est imputable (licenciement pour faute, pour inaptitude, etc.). Ainsi, si c'est l'employeur qui rompt, la clause ne jouera pas sauf si une faute grave du salarié a entraîné son licenciement,.
En conséquence, la clause ne jouera pas en cas de licenciement pour motif économique ou de liquidation judiciaire. De même, si le salarié démissionne parce que son employeur a refusé de lui fournir du travail ou parce que son employeur ne lui payait plus ses salaires.
La clause de dédit-formation doit être raisonnable dans son montant et dans son utilisation. Ainsi, la Cour de cassation a pu estimer que la clause de dédit-formation, parce qu'elle comporte une contrepartie financière, s'apparentait à une clause pénale et était donc, à ce titre, susceptible d'être révisée à la hausse comme à la baisse par le juge. Ce pouvoir de révision du juge est consacré à l'article 1152 alinéa 2 du Code civil.
La clause ne doit enfin pas être détournée de son objet. Ainsi, l'employeur qui embauchait des chauffeurs non qualifiés et leur demandait ensuite de suivre une formation qui les obligeait en définitive à rester dans l'entreprise au moins 18 mois, ce pour faire face à une rotation du personnel trop importante due à la difficulté du travail, avait détourné la clause de son objet.
À noter que la clause est valable même pendant la période d'essai.

##### Remboursement des frais engagés
Seul le remboursement du coût réel de la formation peut être demandé au salarié (ce coût prend en compte le coût d'inscription et les frais annexes).
La clause de dédit doit être conclue avant le début de la formation et préciser la date, la nature, la durée de la formation et son coût réel pour l'employeur, ainsi que le montant et les modalités du remboursement à la charge du salarié,.
L'employeur peut se rembourser en réalisant une compensation entre le salaire du dernier mois de travail et le montant des dépenses de formation sur la base de la fraction saisissable, mais la jurisprudence lui interdit de prélever la quasi-totalité du dernier mois de salaire.

#### Clause d'exclusivité
M………… consacrera les soins les plus diligents à l’accomplissement des différentes missions lui incombant en application du présent contrat.
La clause d'exclusivité engage le salarié à ne travailler que pour un seul employeur. Pour être licite, tout comme la clause de non-concurrence, elle doit être indispensable à la protection des intérêts de l'entreprise, justifiée par la nature de la tâche à accomplir et proportionnée au but recherché sous peine de porter atteinte à la liberté du travail.
La clause d'exclusivité est inopposable au salarié à temps partiel car elle l'empêcherait d'exercer un emploi à temps plein.
La clause d'exclusivité ne doit pas être confondue avec la clause de non-concurrence. (En effet, la clause d'exclusivité prend fin avec le contrat de travail, la clause de non-concurrence prenant alors (éventuellement) le relai, s'apparentant alors au mécanisme rencontré dans les contrats de distribution. Par ailleurs, la clause d'exclusivité, à la différence de la clause de non-concurrence, n'impose aucune contrepartie financière).
Concernant la création d'un site Internet, la Cour de cassation estime que dans le cadre d’un contrat de franchise stipulant une clause d’exclusivité territoriale au profit du franchisé, la création d’un site internet n’est pas assimilable à l’implantation d’un point de vente dans le secteur protégé.

### Clauses de flexibilité
La flexibilité peut être géographique, salariale ou horaire.

#### Clause de mobilité
Variante 1
Compte tenu des fonctions assurées, M………… sera conduit à exercer celles-ci sur les différents chantiers sur lesquels la société est amenée à intervenir sans que M………… puisse se prévaloir d’une quelconque modification de son contrat.
Variante 2
M………… exerce son activité sur le secteur géographique suivant…………
Il est toutefois convenu que cette affectation commerciale pourra être modifiée en fonction notamment des nécessités de l’organisation convenue ou des résultats enregistrés sans que cela constitue une modification de son contrat de travail dès lors qu’elle n’implique pas un changement de résidence.
Variante 3
Le lieu de travail de M………… est actuellement fixé à…………
Compte tenu de la nature des fonctions de M…………, les besoins liés à l’organisation et à la bonne marche de l’entreprise ou les opportunités de carrière pourront, à tout moment, conduire à un changement de ce lieu de travail, sans que cela constitue une modification du présent contrat.
Si ce changement de lieu de travail entraîne l’obligation de changer de résidence, les frais de déménagement et de réinstallation seront pris en charge par la société selon les modalités en vigueur.
Variante complémentaire
La clause de mobilité est une clause par laquelle un salarié consent d'avance à changer de lieu de travail. Cette clause, de plus en plus utilisée, a généré une jurisprudence abondante, eu égard à sa nature souvent contraignante pour le salarié et aux abus parfois commis dans sa mise en œuvre.

##### Conditions de validité
La clause de mobilité n'est pas régie directement par le code du travail. Son régime est donc celui du droit des contrats français complété par une jurisprudence concernant la notion de « secteur géographique ».
Comme tout contrat, la clause de mobilité géographique doit respecter les conditions classiques d'application des clauses contractuelles.

###### Conditions d'application des clauses contractuelles
- La clause doit être rédigée clairement et sans équivoque. Cette règle est valable pour tous les contrats en droit français[41] ;
- La clause doit avoir été acceptée et signée par le salarié, sinon elle lui est inopposable[42] ;
- La clause doit être justifiée par les intérêts de l'entreprise[43],[44] ;
- Elle doit être mise en œuvre de manière loyale tant du point vue des circonstances personnelles du salarié[45], que du délai de prévenance[46] ;
- Elle ne doit pas servir directement ou indirectement à modifier, ou entraîner une modification du montant de la rémunération[47],[48].

###### La notion de «secteur géographique précis»
La jurisprudence s'est également employée à limiter la clause de mobilité dans l'espace. La Cour de cassation parle ainsi dans plusieurs arrêts de « secteur géographique précis »,. L'appréciation de la précision géographique relève donc du pouvoir d'appréciation des juges du fond.
De plus, une fois la clause insérée (et suffisamment précise), l'employeur ne peut plus en modifier unilatéralement la portée.
Auparavant, la jurisprudence s'était basée sur la seule notion de « secteur géographique » pour délimiter le champ d'application de la clause. Si celle-ci s'appliquait dans le même secteur géographique, le salarié devait l'exécuter. Cette notion restait toutefois floue. Désormais, la Cour de cassation exige que la clause délimite de façon précise la zone géographique visée,,.

##### Mise en œuvre
En principe, le salarié dont le contrat contient une clause de mobilité est censé accepter sa mise en œuvre.
La notion d'élément essentiel du contrat de travail est définie par la directive du 14 octobre 1991, dans son article 2. Ce texte évoque notamment l'identité des parties, les dates de début et de fin du contrat de travail, la rémunération, les délais de préavis…
La modification de l'un de ces éléments constitue une modification du contrat de travail au regard de la jurisprudence. Les autres modifications relèvent du pouvoir de direction de l'employeur et seront qualifiées par la jurisprudence de changement des conditions de travail. Dans ce dernier cas, l'accord du salarié n'est pas nécessaire pour effectuer le changement. Si le salarié refuse, il peut être licencié.
En revanche, lorsque la décision de l'employeur affecte un élément essentiel du contrat de travail(la rémunération par exemple), l'accord du salarié est nécessaire. Sinon, le licenciement sera dépourvu de cause réelle et sérieuse.
La directive de 1991 mentionne dans son article 2 le lieu de travail :

« L'employeur est tenu de porter à la connaissance du travailleur salarié [...] le lieu de travail ; à défaut de lieu de travail fixe ou prédominant, le principe que le travailleur est occupé à divers endroits ainsi que le siège ou, le cas échéant, le domicile de l'employeur »

Le lieu de travail n'est donc pas, selon la directive, obligatoirement fixe. Une modification est donc possible. Le salarié doit donc en principe accepter la mise en œuvre de la clause de mobilité, son refus étant constitutif d’une cause de licenciement, voire d’une faute grave justifiant son licenciement.
Toutefois, si l'employeur avait auparavant sollicité l'accord du salarié, lui laissant le choix d'accepter ou de refuser la mutation, il ne peut plus invoquer son refus comme motif de licenciement. Dans le cas contraire, le licenciement serait dépourvu de cause réelle et sérieuse.
Par ailleurs, la mise en œuvre de la clause ne doit pas être abusive, ni porter atteinte à certains intérêts du salarié, comme sa vie familiale, protégée par l'article 8 de la Convention européenne des droits de l'homme.
Un arrêt rendu par la chambre sociale le 18 mai 1999 permet d'avoir un exemple de mise en œuvre abusive d'une clause de mobilité reconnu par la Haute juridiction : il a alors été décidé qu'un usage abusif de la clause avait été fait par l'employeur en imposant au salarié, qui se trouvait dans une situation familiale critique (femme enceinte de 7 mois), un déplacement immédiat dans un poste qui pouvait être pourvu par d’autres salariés.
La Cour de cassation refuse toutefois de voir dans la mutation, en application ou non d'une clause de mobilité, une atteinte au libre choix par le salarié de son domicile familial.

##### Insertion de la clause dans une convention collective
Il se peut que le contrat de travail ne fasse pas référence à ce type de clause, mais que pourtant les salariés soient soumis à une obligation de mutation. En effet il est possible que les salariés soient soumis à une convention collective dans laquelle figure une clause de mobilité. Pour qu’elle soit applicable, il est nécessaire que le salarié ait été informé de son existence au moment de son embauche ; de plus, il faut qu’il ait été en mesure d’en prendre connaissance. Cela nécessite donc que la convention collective où figure une clause de mobilité existe préalablement à l’embauche. Si le salarié a été engagé antérieurement, il faudra alors une acceptation de sa part pour que la clause lui soit opposable (car il s'agit là d'une modification du contrat de travail).

#### Clause de rémunération variable
Il s'agit en principe d'une modification du contrat de travail nécessitant l'accord du salarié.
Il existe toutefois une exception, avec la clause de rémunération variable, également appelée clause de variation de rémunération ou clause de variabilité. Selon la jurisprudence, cette clause est légale, dès lors
- qu'elle est fondée sur des éléments objectifs, indépendants de la volonté de l'employeur,
- qu'elle ne fait pas porter le risque d'entreprise sur la tête du salarié,
- et qu'elle ne réduit pas la rémunération en dessous des minima légaux et conventionnels.

Par ailleurs, la jurisprudence a précisé que dans l'hypothèse où un accord collectif fixant cette rémunération aurait été dénoncé et non remplacé, le salaire doit être le fruit d'une négociation : il ne peut pas être unilatéralement décidé par l'employeur.

#### Modification des horaires
L'établissement des horaires relève en principe du pouvoir de direction de l'employeur, qui peut donc les moduler sans l'accord du salarié.
Quelques particularités restent à souligner[réf. nécessaire] :
- La jurisprudence a estimé que l'accord du salarié était requis lorsque son employeur a voulu la faire passer en horaire de nuit[67], d'un horaire continu à un horaire discontinu (ou l'inverse), d''horaires répartis sur 4 jours à une semaine de travail de 5 jours....
- lorsque les horaires de travail sont inscrits au contrat de travail, toute modification, même minime, nécessite l'accord du salarié.

Pour les salariés à temps partiel, une condition doit toutefois être remplie selon un arrêt du 4 juin 2002 :

« Une clause du contrat ne peut valablement permettre à l'employeur de modifier l'horaire convenu en prévenant le salarié au moins 7 jours à l'avance qu'à la double condition, d'une part, de la détermination par le contrat de la variation possible, d'autre part, de l'énonciation des cas dans lesquels cette modification pourra intervenir ; »

L'employeur doit donc respecter un délai de prévenance de 7 jours et le contrat doit avoir prévu la possibilité de changer les horaires.
Si le changement respecte ces conditions, il est valable.
Quelques particularités restent à souligner[réf. nécessaire] :
- La jurisprudence a estimé que l'accord du salarié était requis lorsque son employeur a voulu la faire passer en horaire de nuit[67], d'un horaire continu à un horaire discontinu (ou l'inverse), d''horaires répartis sur 4 jours à une semaine de travail de 5 jours....
- lorsque les horaires de travail sont inscrits au contrat de travail, toute modification, même minime, nécessite l'accord du salarié.

### Autres clauses

#### Clause attributive de compétence
En droit international privé, la compétence de principe, en cas de litige, appartient au juge du lieu du domicile du défendeur[réf. à confirmer].
Les parties peuvent toutefois décider d'insérer dans les contrats une clause attributive de juridiction qui détermine par avance quel sera le juge compétent.
Cette clause est en principe interdite pour les contrats de travail français.
Cependant, la Convention de Lugano dans son article 5 1) précise qu'une telle clause peut être reconnue comme valable si elle a été acceptée postérieurement à la naissance du différend.
Une autre exception concerne les contrats de travail internationaux. Dans ce cas, une clause attributive de juridiction peut être valable si elle comporte une renonciation sans équivoque du salarié français au privilège de juridiction des tribunaux français.
Le problème s'est également posé de savoir si l'insertion d'une clause de conciliation, c'est-à-dire une clause par laquelle les parties s'engagent à se soumettre à une conciliation préalablement à toute action contentieuse en cas de difficultés soulevées par l'exécution ou l'interprétation du contrat de travail, était licite.
Selon une jurisprudence antérieure, la clause d'un contrat instituant une procédure de conciliation préalable était licite, en tout état de cause et quel qu'en soit le domaine. Les contrats de travail semblaient donc soumis à cette règle, mais sans certitude, la chambre mixte n'ayant pas fait expressement référence au contrat de travail.
L'arrêt de la Cour d'appel de Rennes du 15 septembre 2005 pourrait donc, s'il est suivi, apporter une réponse claire, qui va dans le sens d'une reconnaissance de la portée universelle de la jurisprudence de la chambre mixte ; autrement dit, il faudrait partir du principe que la clause de conciliation est valable pour tous les contrats.

#### Clause de garantie d'emploi
Il est possible de rencontrer ce type de clause dans un contrat de travail. Cette dernière vise à garantir au salarié une certaine stabilité de son emploi, en interdisant la rupture unilatérale du contrat, sauf faute grave ou force majeure. Si l'employeur décidait toutefois de rompre le contrat pendant la période couverte par la clause, il devrait alors verser au salarié des dommages-intérêts. Ces derniers ne peuvent se cumuler avec le revenu de remplacement servi par l'ASSEDIC.
Cette clause limite donc le droit à résiliation unilatérale ; un accord des deux parties est en effet requis pour pouvoir rompre le contrat de travail. Si un licenciement avait lieu, il serait alors considéré comme dépourvu de cause réelle et sérieuse. Le licenciement pour motif économique semble toutefois faire échec à cette clause si l'on en croit l'arrêt rendu par la Chambre sociale de la Cour de cassation le 25 novembre 2003.

#### Parachute doré
L'équivalent pour les dirigeants de la clause de garantie d'emploi peut se manifester sous la forme d'une clause dite de parachute en or. Cette dernière prévoit pour le dirigeant une indemnité de départ qui vient en complément des indemnités légales.
La jurisprudence a assimilé ces clauses à des clauses pénales : elles sont donc révisables par le juge si elles sont excessives.

#### Clauses d'objectifs
Surtout utilisées dans les contrats de travail des agents commerciaux ou technico-commerciaux, parfois appelées « clauses de quota », ces clauses visent à définir par avance des objectifs que le salarié doit atteindre.
De telles clauses sont admises en droit français. Elles peuvent même justifier un licenciement, si les objectifs ne sont pas atteints. Toutefois, les juges français ont posé une limite : cette clause ne doit jamais être le seul motif de licenciement du salarié. Cette décision provient du fait que l'employeur ne peut créer d'autres motifs de licenciement que ceux prévus par les textes.
De même, la simple évocation de l'insuffisance de résultats ne suffit pas à justifier un licenciement.
Ces exigences vis-à-vis de la clause d'objectifs ne sont guère surprenantes si l'on suit la jurisprudence qui impose :
- que le salarié ne renonce pas par avance à son licenciement[82] ;
- que l'insuffisance de résultats au regard des objectifs fixés ne prive pas le juge de son pouvoir d'appréciation de la réalité du motif réel et sérieux du licenciement[83]. Il appartiendra donc au juge de vérifier si les objectifs sont réalisables (raisonnables) et compatibles avec le marché[84].
- l'insuffisance de résultats ne constitue pas, en soi une cause de licenciement[83].

Enfin, l'insuffisance de résultats reprochée ne doit pas résulter du fait de l'employeur, elle doit être imputable au salarié..

#### Clauses "de conscience"
Des clauses contractuelles peuvent permettre à certains salariés de rompre leur contrat de travail en imputant la rupture à l'employeur en cas de changement de contrôle, de fusion-absorption ou de changement significatif d'actionnariat entraînant une modification importante de l'équipe de direction.
Ce type de clause est inspiré de la clause dite "de conscience" des journalistes.
Ces clauses sont valables, et pleinement opposables à l'employeur, à condition qu'elles soient justifiées par les fonctions du salarié dans l'entreprise, et qu'elles ne fassent pas échec à la faculté de résiliation unilatérale du contrat de travail.

## Clauses spécifiques
Il s'agit de clauses plus classiques, qu'on trouve dans presque tous les contrats de travail, à savoir :
- La clause par laquelle le futur employé se déclare libre de tout engagement : l'employeur doit s'assurer que le salarié bénéficie d'un repos journalier minimum de 11h et d'un repos hebdomadaire d'une journée, et exige donc en général lorsqu'il s'agit d'un emploi à temps complet que l'employé n'ait pas d'autre emploi.
- La clause mentionnant la convention collective à laquelle sera soumis le salarié.
- La période d'essai
- Toutes les clauses du contrat de travail français sont bien sûr soumises à l'article L. 1221-1 du Code du travail français, qui indique que le contrat de travail est soumis aux règles du droit général des obligations (contenu essentiellement dans le Code civil) ; cela implique notamment l'absence de vice du consentement.

Parallèlement, la directive communautaire du 14 octobre 1991 impose dans son paragraphe 2, la remise au salarié dans les deux mois (au plus tard) suivant son embauche, d'un ou plusieurs écrits contenant les éléments essentiels du contrat de travail à savoir notamment le grade et la catégorie d'emploi, la durée des congés, la durée journalière et hebdomadaire normale de travail, le montant, ainsi que les éléments et la périodicité de la rémunération. La directive n'impose toutefois aucune exigence particulière quant à la nature de l'écrit. C'est ainsi que le ministère du travail a pu considérer que la remise d'un bulletin de salaire ou de la déclaration préalable à l'embauche pouvaient suffire à satisfaire à cette obligation.
Le contrat à durée indéterminée reste soumis au principe du consensualisme : il ne doit pas nécessairement être écrit, il peut très bien être verbal. Tous les autres contrats doivent être écrits, notamment les contrats à durée déterminée et les contrats de travail des salariés à temps partiel[réf. à confirmer].
Les contrats à durée déterminée et les contrats de travail à temps partiel, font l'objet de dispositions particulières.
Concernant les contrats à durée déterminée, l'article L. 122-3-1 du Code du travail énumère les mentions obligatoires qui doivent y figurer :
- le nom et la qualification de la personne remplacée lorsqu'il est conclu au titre du 1º de l'article L. 122-1-1 ;
- la date d'échéance du terme et, le cas échéant, une clause de renouvellement lorsqu'il comporte un terme précis ;
- la durée minimale pour laquelle il est conclu lorsqu'il ne comporte pas de terme précis ;
- la désignation du poste de travail en précisant, le cas échéant, si ce poste figure sur la liste prévue à l'article L. 231-3-1, de l'emploi occupé ou, lorsqu'il est conclu au titre du 2º de l'article L. 122-2, de la nature des activités auxquelles participe l'intéressé durant son séjour dans l'entreprise ;
- l'intitulé de la convention collective applicable ;
- la durée de la période d'essai éventuellement prévue ;
- le montant de la rémunération et de ses différentes composantes, y compris, s'il en existe, les primes et accessoires de salaire ;
- le nom et l'adresse de la caisse de retraite complémentaire ainsi que, le cas échéant, ceux de l'organisme de prévoyance.

Les conditions de forme du contrat de travail des salariés à temps partiel sont quant à elles précisées dans l'article L. 212-4-3 du Code du travail.

## Les clauses interdites
L'interdiction de recourir à certaines clauses dans le cadre d'un contrat de travail trouve son origine tantôt dans les textes, tantôt dans la jurisprudence.

### Les atteintes à la liberté tolérées...mais encadrées
Toutes les clauses allant à l'encontre de l'article L.1121-2 du Code du travail sont illicites.
Le droit tolère toutefois quelques atteintes aux libertés individuelles et collectives à condition qu'elles ne soient pas excessives, c'est-à-dire en droit du travail, justifiées par la nature de la tâche à accomplir et proportionnées au but recherché. La jurisprudence, qui a dû fixer les limites à ces atteintes, est vaste. Il faut cependant garder à l'esprit que toutes les libertés ne sont pas protégées de la même façon.
Ainsi, la liberté vestimentaire peut faire l'objet de certaines restrictions.
En revanche, le droit de grève est beaucoup plus protégé car il a été érigé en liberté fondamentale par les juges,. C'est pourquoi aucune clause insérée dans le contrat de travail ne saurait faire échec à l'application de ce droit.
De même est protégée la liberté du mariage. Ainsi, une clause ne peut stipuler que des conjoints ne pourront pas être employés simultanément dans l'entreprise. Les clauses de célibat sont également condamnées. Seules d'impérieuses nécessités tirées de la nature des fonctions ou de leurs conditions d'exercice peuvent légitimer une clause restrictive du droit du mariage. C'est ainsi que le licenciement d'une enseignante, qui s'était remariée après son divorce tout en exerçant dans une institution religieuse, a été reconnu valable.
L'article 9 du Code civil consacre le droit au respect de la vie privée. Il doit souvent être combiné avec l'article 8 de la Convention européenne des droits de l'homme qui protège plus spécifiquement la vie privée et familiale, le domicile et la correspondance. L'arrêt de référence en la matière est celui rendu par la chambre sociale de la Cour de cassation le 12 janvier 1999, dit arrêt Spileers.

### Clauses discriminatoires
Les clauses contraires à l'article L.1132-1 du Code du travail sont nulles de plein droit. Ce qui exclut d'emblée toutes les clauses discriminatoires, qu'elles portent par exemple atteinte à l'égalité entre hommes et femmes (également protégée par l'article L. 1142-3 du Code du travail), ou à l'égalité entre salariés.

#### Liberté syndicale
Par ailleurs les clauses de union-shop obligeant le futur salarié à adhérer à un syndicat pour pouvoir être embauché sont interdites, conformément aux dispositions des articles L.1132-1 et L.2141-5 du Code du travail, ce dernier visant plus spécialement les discriminations syndicales. De même pour les clauses de closed shop interdisant de s'affilier à un syndicat sous peine de licenciement. Ces clauses sont en effet contraires à la liberté syndicale consacrée par le préambule de la Constitution de 1946 en son alinéa 6 :

« Tout homme peut défendre ses droits et ses intérêts par l'action syndicale et adhérer au syndicat de son choix.. »

### Clause compromissoire
La clause compromissoire prévoit le recours, en cas de différend, à un arbitre désigné par les parties.
Elle est interdite en droit du travail français car le Code du travail réserve une compétence d'ordre public exclusive au juge prud'homal. Dans l'hypothèse où une telle clause figurerait tout de même dans le contrat, le salarié pourrait saisir directement le Conseil de Prud'hommes, seul compétent pour connaître des litiges individuels nés de la relation de travail.

### Autres clauses interdites
- Une clause ne peut pas prévoir un motif de licenciement[103].
- Concernant la retraite, l'utilisation des clauses « couperet » a été condamnée[104]. Il s'agissait de clauses prévoyant la rupture du contrat dès lors que le salarié atteignait un certain âge. En vertu de l'article L.122-14-12 du Code du travail, ces clauses sont nulles.
- Les clauses d'indexation des salaires sur l'indice des prix, le SMIC, le niveau général des prix ou sur les prix de biens, produits et services n'ayant pas de relation directe avec l'objet de la convention ou avec l'activité de l'une des parties sont interdites[105],[106].

En revanche, il est permis d'indexer les salaires sur les prix des biens ou produits fabriqués par l'entreprise. Il est également possible de prévoir que le salaire sera réévalué par rapport à la progression de l'indice INSEE à partir du résultat de réunions organisées selon des périodicités déterminées.